# Discocerina juniori
Discocerina juniori är en tvåvingeart som beskrevs av Wayne N. Mathis 1997. Discocerina juniori ingår i släktet Discocerina och familjen vattenflugor. Inga underarter finns listade i Catalogue of Life.